# Aspitates sublataria
Aspitates sublataria är en fjärilsart som beskrevs av Fuchs 1900. Aspitates sublataria ingår i släktet Aspitates och familjen mätare. Inga underarter finns listade i Catalogue of Life.